# 2019-es merénylet Fada N’gourmában
2019. november 6-án fegyveresek támadtak rá a Semafo kanadai bányászvállalat szállítási alkalmazottaira Fada N’gourma városa közelében, a vállalat Boungou bányája felé vezető úton.  Legalább 37 ember meghalt, és több tucatnyian elvesztek vagy megsérültek.

## Előzmények
Burkina Fasóban 2014-ben felkelés volt, mely Blaise Compaoré elnök év végi lemondásához vezetett. Burkina Faso a Transz.Szaharai Terrorellenes Kezdeményezés tagja, és mivel Malibanés Szudánban békefenntartókat állomásoztat, a régió szélsőségeseinek kedvelt célpontja. 2015-ig annak ellenére maradt békés az ország, hogy északi szomszédaiban, Maliban és Nigerben véres események történtek.  Azóta az ország északi majd keleti határain folyamatosan szivárogtak az országba az al-Káidához és az Iraki és Levantei Iszlám Államhoz kapcsolódó dzsihadista csoportok. Ez a beszivárgás egészen az ország nyugati és déli határaiig hatolt. 2015 óta a környékbeli országokban érzékelhető instabilitás és felkelések hatására Burkina Fasóban megszaporodtak a határokon átívelő támadások és betörések.
2019-ben az országban fellángoltak az etnikai és vallási ellentétek, mivel Burkina Fasóba is elértek az iszlamisták. A hatás sokkal inkább érzékelhető a Burkina Fasóval északon határos Maliban. Az ENSZ menekültügyi ügynöksége szerint az októbert megelőző három hónapban Burkina Fasónban több mint negyedmillió ember kényszerült elhagynia az otthonát.
Boungou bányáját már korábban is megtámadták. 2018-ban két különböző rajtaütésben 11 embert öltek meg. Az első, augusztusi támadáskor hat ember halt meg, akik közül öt csendőr volt. A támadás után a Semafo megerősítette a Boungou bánya védelmét. 2018. decemberben öt embert – köztük négy csendőrt – öltek meg, mikor az egyik ellenőrző küldetésről visszatérő konvoj vezető autója taposóaknára futott.

## Merénylet
A merényletre délelőtt került sor. A merénylet célpontja egy öt buszból álló konvoj volt, mely aranyásókat vitt a Semafo aranybányájába Boungou faluba. A konvojt katonai járművek kísérték. A merénylet akkor vette kezdetét, mikor az egyik katonai kísérő jármű taposóaknára futott. Röviddel később fegyveresek szállták meg a konvojt, és megtámadták a munkásokat szállító buszokat valamint az őket kísérő katonák járműveit is. A támadásban legalább 37 embert megöltek, de ebben a számban nincsenek benn a fegyveresekkel harcoló biztonsági személyzet körében elhunytak, akik a támadókkal vívott csatában eshettek el. Néhány túlélő szerint a halottak száma a százat is meghaladhatta. Az egyikük szerint azon a buszon, melyen ő utazott, 80 embert szállítottak, akik közül csak hárman élték túl a támadást. A halottak közül 19-en az ausztrál Perenti Global dolgozói voltak.

## Következmények
A Semafo kezdetben arról nyilatkozott, hogy a bánya Boungou mellett továbbra is biztonságos, és a kitermelés a megszokottak szerint folyik. A vállalat azt is megerősítette, hogy a hatóságokkal együtt azon dolgozik, hogy a munkatársak és a szerződések alapján náluk dolgozók biztonságban legyenek. A támadás tán a cég részvényének értéke a Torontói Értéktőzsdén 11%.kal 3,49 $-ra csökkent.. Nem sokkal később a Semafo bejelentette, hogy felfüggeszti a tevékenységét a Boungou bányánál.